# Diana Coomans

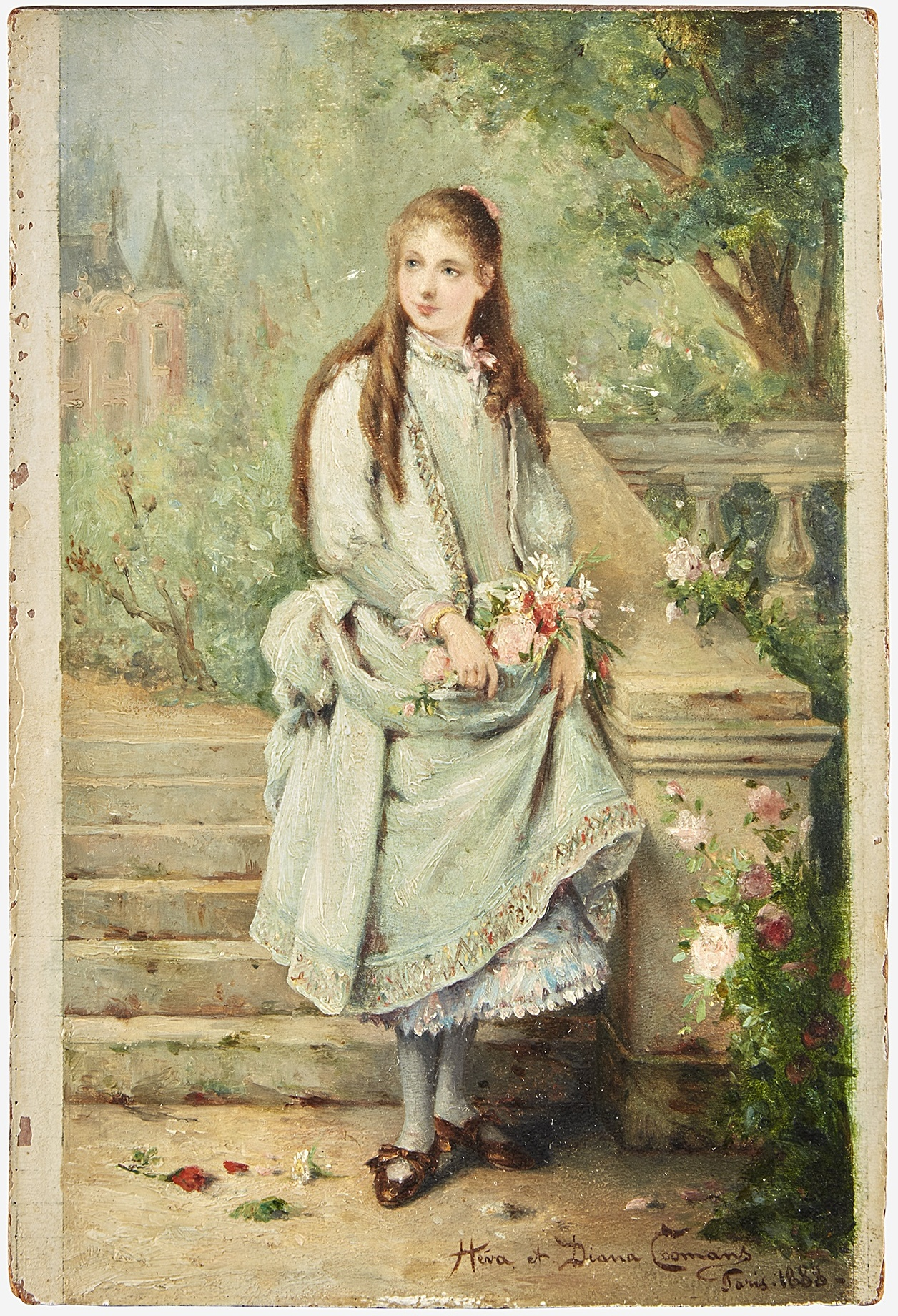
Ragazza con un mazzo di fiori (1888).

Diana Coomans (Parigi, 16 agosto 1861 – New York, 18 giugno 1952) è stata una pittrice belga.

## Biografia
Coomans nacque da Adelaide Lacroix e dal pittore Pierre Olivier Joseph Coomans. Anche sua sorella Heva Coomans e suo fratello Oscar-Jean Coomans (1848–1884) furono artisti. 
Seguendo le orme di suo padre e di sua sorella, predilesse le tendenze neoromantiche e nostalgiche ambientate principalmente nella Pompei antica. La sua opera del 1885 Nel gineceo è stata inclusa nel libro Women Painters of the World.